# Baranca (gmina Cristinești)
Baranca – wieś w Rumunii, w okręgu Botoszany, w gminie Cristinești. W 2011 roku liczyła 752 mieszkańców.